# Der Hausvater
Der Hausvater (abreviado Hausvater) es un libro ilustrado y con descripciones botánicas que fue escrito por el botánico alemán Otto von Münchhausen, Fue publicado en 6 volúmenes en los años 1765-1773.